# Сорокотяга Павло Лук'янович
Павло Лук'янович Сорокотяга (9 червня 1929, село Новомихайлівка, тепер Мар'їнського району Донецької області — ?, місто Мар'їнка Донецької області) — український радянський партійний діяч, 1-й секретар Мар'їнського районного комітету КПУ Донецької області, голова Мар'їнського райвиконкому. Член ЦК КПУ в 1976—1986 р.

## Біографія
Освіта вища.
Член КПРС з 1955 року.
У 1971—1975 роках — голова виконавчого комітету Мар'їнської районної ради депутатів трудящих Донецької області.
У 1975—1988 роках — 1-й секретар Мар'їнського районного комітету КПУ Донецької області.
У 1990-ті роки — директор госпрозрахункової групи технічного та господарчого забезпечення у місті Мар'їнці.
Потім — на пенсії у місті Мар'їнці Донецької області.

## Нагороди
- ордени
- медалі
- почесний громадянин Мар'їнського району